# Caprimulgus longirostris
Caprimulgus longirostris là một loài chim trong họ Caprimulgidae.
Loài này sinh sống khắp nơi ở Nam Mỹ.

## Hình ảnh

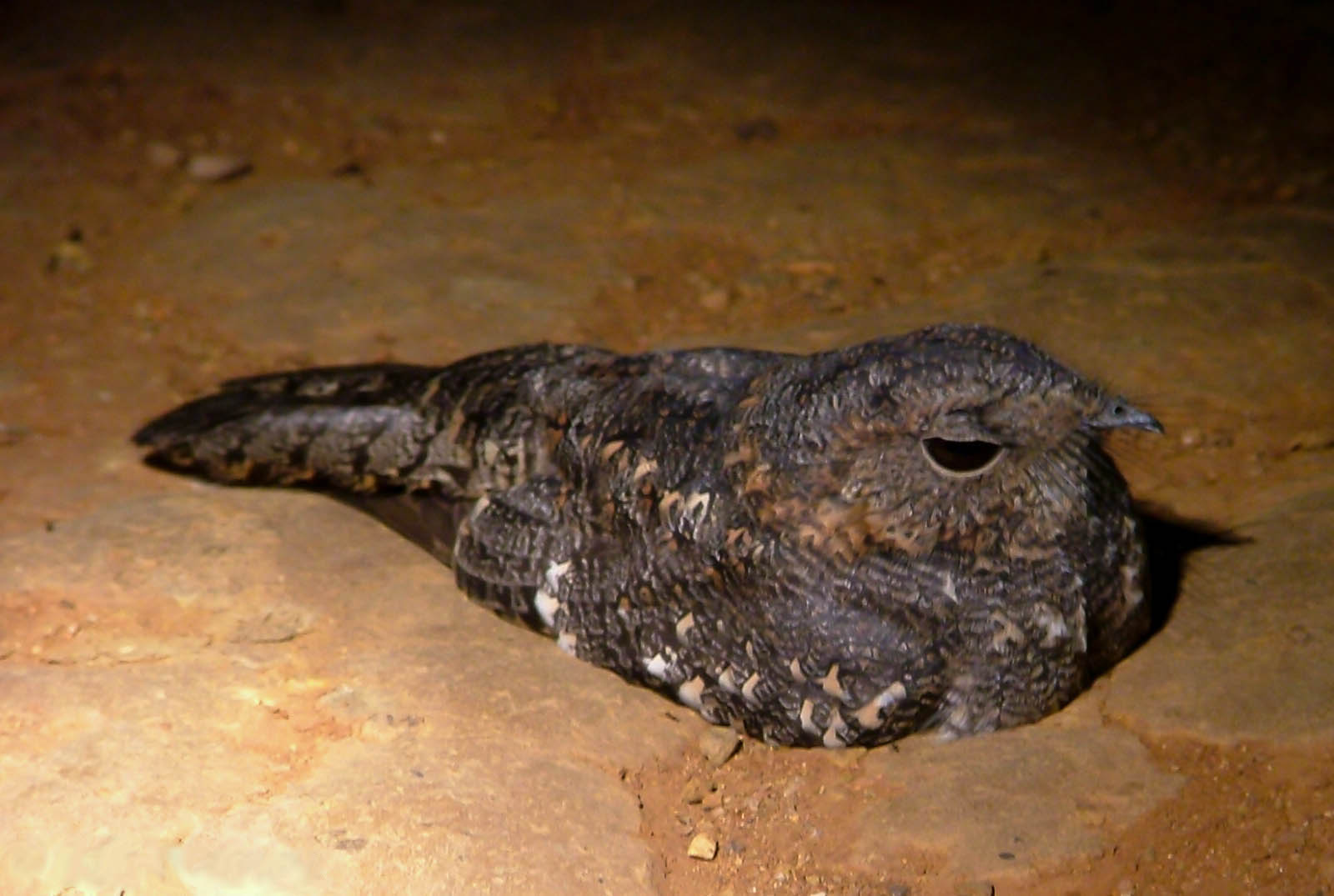
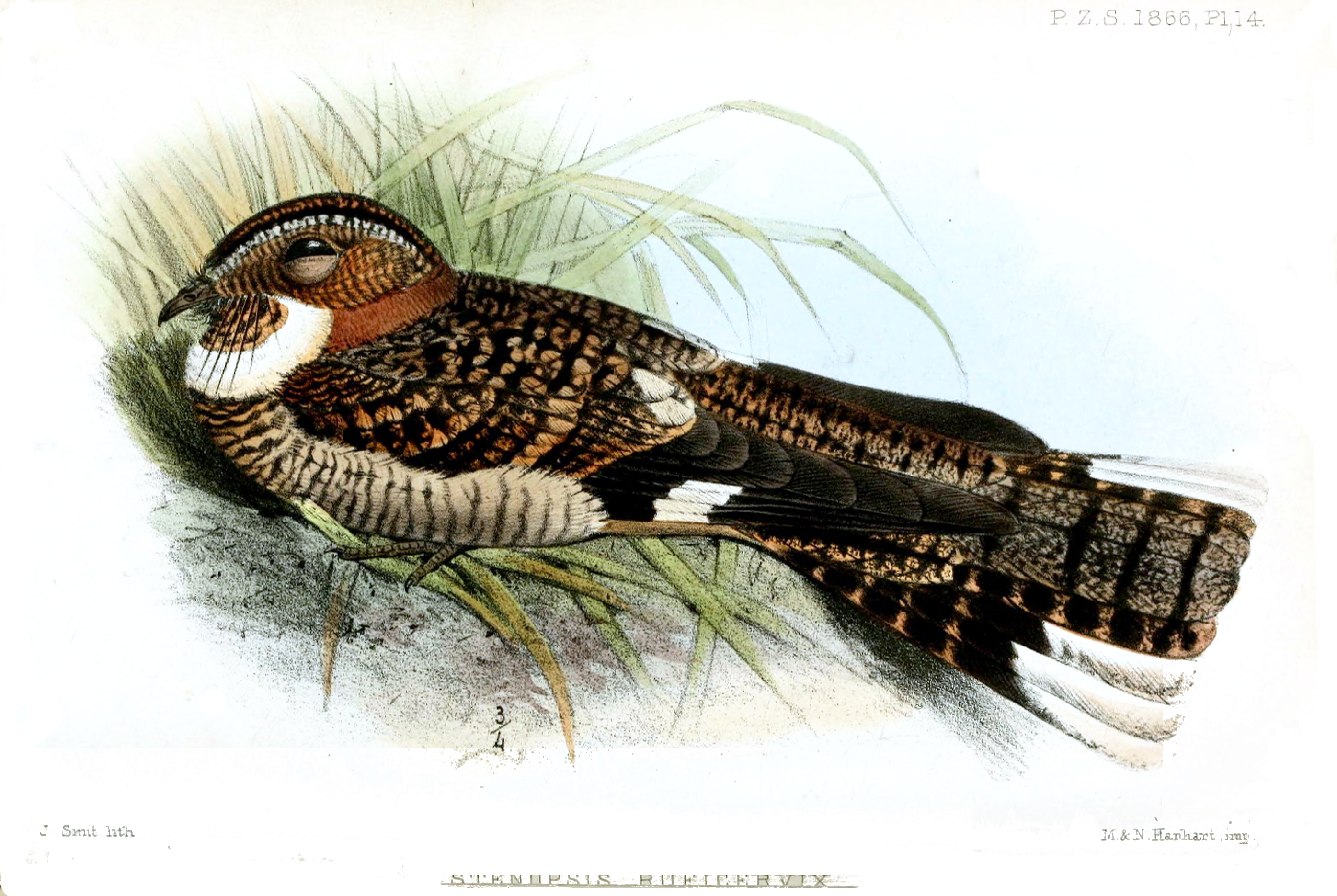